# Pas del Monte Moro
El Pas del Monte Moro (2.868 msnm) és una collada alpina que comunica la vall italiana d'Anzasca amb la suïssa de Saastal.
El coll ja era conegut a l'època romana. Va tenir, al llarg dels segles, molta importància per les comunicacions entre les valls alpines. El pas fou emprat per les poblacions del Valais per passar a les valls italianes.
Avui dia el coll és accessible des de Macugnaga gràcies al telefèric Macugnaga-Bill-Passo Moro, i està inclòs en el recorregut senderista del Tour del Mont Rosa.